# Кетилаури
Кетилаури (груз. კეთილაური) — село в Грузии, на территории Самтредского муниципалитета края (мхаре) Имеретия.

## География
Село находится в западной части Грузии, к югу от реки Риони, на расстоянии приблизительно 7 километров (по прямой) к юго-юго-востоку от города Самтредиа, административного центра муниципалитета. Абсолютная высота — 82 метра над уровнем моря.

## Население
По результатам официальной переписи населения 2014 года, в Кетилаури проживало 57 человек (28 мужчин и 29 женщин). В национальной структуре населения грузины составляли 100 %.
| Год  | Население, человек |
| ---- | ------------------ |
| 2002 | 96                 |
| 2014 | ↘ 57               |